# Kremenivka, Veselînove
Kremenivka (în ucraineană Кременівка) este un sat în așezarea urbană Veselînove din regiunea Mîkolaiiv, Ucraina.

## Demografie
Componența lingvistică a localității Kremenivka
     Ucraineană (94,81%)
     Rusă (2,83%)
     Română (2,36%)
Conform recensământului din 2001, majoritatea populației localității Kremenivka era vorbitoare de ucraineană (94,81%), existând în minoritate și vorbitori de rusă (2,83%) și română (2,36%).